# Forma viva na Taboru
V ulici Staneta Severja na Taboru v Mariboru stoji Forma Viva iz leta 1983, delo japonskega kiparja Harunorija Fujimota.
V Mariboru je potekala Forma Viva v letih 1967, 1970, 1973, 1977, 1983 in 1986. Udeleževali so se je kiparji pretežno iz Japonske, Združenih držav Amerike in bivše Jugoslavije. Ustvarjali so pretežno avantgardne betonske stvaritve. 

## Povezave
Koordinati:   46°32′13.11″N, 15°37′54.41″EForma viva v Mariboru, Nika Kositer